# Ivan Gošnjak
Ivan Gošnjak (Ogulin, 10 giugno 1909 – Belgrado, 9 febbraio 1980) è stato un generale e politico jugoslavo. È stato ministro della difesa della Repubblica Socialista Federale di Jugoslavia.